# Gunsan
Gunsan (Gunsan-si; 군산시; 群山市), è una città della provincia sudcoreana del Nord Jeolla.
Poco a sud della città si estende la diga di Saemangeum, che con i suoi 33,9 km di lunghezza è la più lunga diga marittima del mondo.